# The Narrative
The Narrative — американская Инди-рок-группа, образовавшаяся в Лонг-А́йленд, штат Нью-Йорк, в 2008 году. В её состав входят Сьюзи Зельдин (вокал, клавишные) и Джесси Габриэль (вокал, гитара). Группа выпустила свой дебютный мини-альбом Just Say Yes в 2008 году. Дебютный альбом The Narrative в 2010 году. Второй альбом Golden Silence в 2016 году.

## Состав

#### Текущий состав
- Сьюзи Зельдин — ведущий вокал, клавишные (2008—настоящее)
- Джесси Габриэль — ведущий вокал, гитара (2008—настоящее)

## Дискография

### Студийные альбомы
- 2010 — The Narrative
- 2016 — Golden Silence

### Мини-альбомы
- 2008 — Just Say Yes